# Milestones (Album)
Milestones ist ein Jazz-Album von Miles Davis, aufgenommen in zwei Aufnahmesitzungen am 2. und 3. April 1958, veröffentlicht bei Columbia Records im Jahr 1958.

## Vorgeschichte des Albums
Nachdem der Trompeter das legendäre „erste Miles-Davis-Quintett“ im Frühjahr 1957 aufgelöst und sich für ein Jahr anderen Projekten zugewandt hatte (so dem großorchestralen Album Miles Ahead, das in Zusammenarbeit mit Gil Evans entstand), kam es zu Beginn des Jahres 1958 zu einer Neugründung dieser Combo in Form eines Sextetts. Hinzu kam als dritte Bläserstimme der Altsaxophonist Julian Cannonball Adderley.
„Meine Idee war“, schrieb Miles Davis in seiner Autobiographie, „mit diesem Sextett fortzusetzen, was wir mit Trane, Red, Paul und mir bereits begonnen hatten; nur wollte ich zusätzlich noch die Blues-Stimme von Cannonball Adderley und dadurch das Ganze ausweiten. Ich konnte mir vorstellen, dass Cannonballs bluesiges Altosax gegen das harmonische, akkordische Spiel von Trane, seine freiere Art der Improvisation, ein ganz neues Feeling, einen neuen Sound schaffen würde.“

## Die Musik des Albums
Milestones war auch ein Schritt hin auf der Entwicklung zum modalen Jazz; Experimente dieser Art mit dem Spiel auf Skalen hatte der Trompeter schon bei der Filmmusik zu Fahrstuhl zum Schafott angewandt (Ascenseur pour l'échafaud). Diese Entwicklung wird am deutlichsten beim Titelstück Milestones, was schließlich ein Jahr später zur Musik von Kind of Blue führte. In atemberaubenden Soli vollführen hier Cannonball Adderley und John Coltrane ein musikalisches Duell in Stücken wie Straight No Chaser und Sid's Ahead.
Bei dem Album fallen die Kontraste zwischen den Bebop-Nummern Dr. Jackle und Two Bass Hit, Jazzstandards wie die Monk-Komposition Straight, No Chaser und Sid's Ahead (auch unter dem Titel Weirdo bekannt) und den Schritten zum modalen Jazz auf.
Besonders auffällig ist der Kontrast zwischen den sheets of sound in Coltranes Soli und Davis’ eher coolem Spiel.
Die "Milestones"-Session war auch das Ende der aus Jones, Garland und Chambers bestehenden Rhythmusgruppe der Davis-Band; Garland hatte auf diesem Album wenig Gelegenheit für solistische Einlagen. Nur beim Titel Billy Boy, bei dem Davis aussetzt, und in Straight, No Chaser ist er länger zu hören. Bei Sid's Ahead ist er nicht zu hören, Davis spielt an seiner Stelle. Kurz darauf setzte Jimmy Cobb für Philly Joe Jones ein; der Pianist Bill Evans begann seine Zusammenarbeit mit Miles, was in die noch im selben Jahr stattfindende Session mündete, bei denen die Titel Love for Sale, Fran Dance, Stella by Starlight und On Green Dolphin Street aufgenommen wurden.
Das Titelstück Miles (oder Milestones) wurde zu einem Jazzstandard, der von Jimmy Smith, Wes Montgomery, Bill Evans und vielen anderen Musikern gespielt wurde.

## Die Titel
1. Dr. Jackle – 5:46 (Jackie McLean)
2. Sid's Ahead – 13:01 (Miles Davis)
3. Two Bass Hit – 5:13 (John Lewis – Dizzy Gillespie)
4. Milestones – 5:41 (Miles Davis)[7]
5. Billy Boy – 7:14 (Traditional, arr. Ahmad Jamal)
6. Straight, No Chaser – 10:41 (Thelonious Monk)

- Billy Boy wird im Trio von Garland, Chambers und Jones gespielt. Die CD-Veröffentlichung enthält zusätzliche  alternate takes von Two Bass Hit, Milestones und Straight, No Chaser.
- Die Original-Liner Notes stammten von dem Jazzautor Charles Edward Smith.